# سفیدمازو

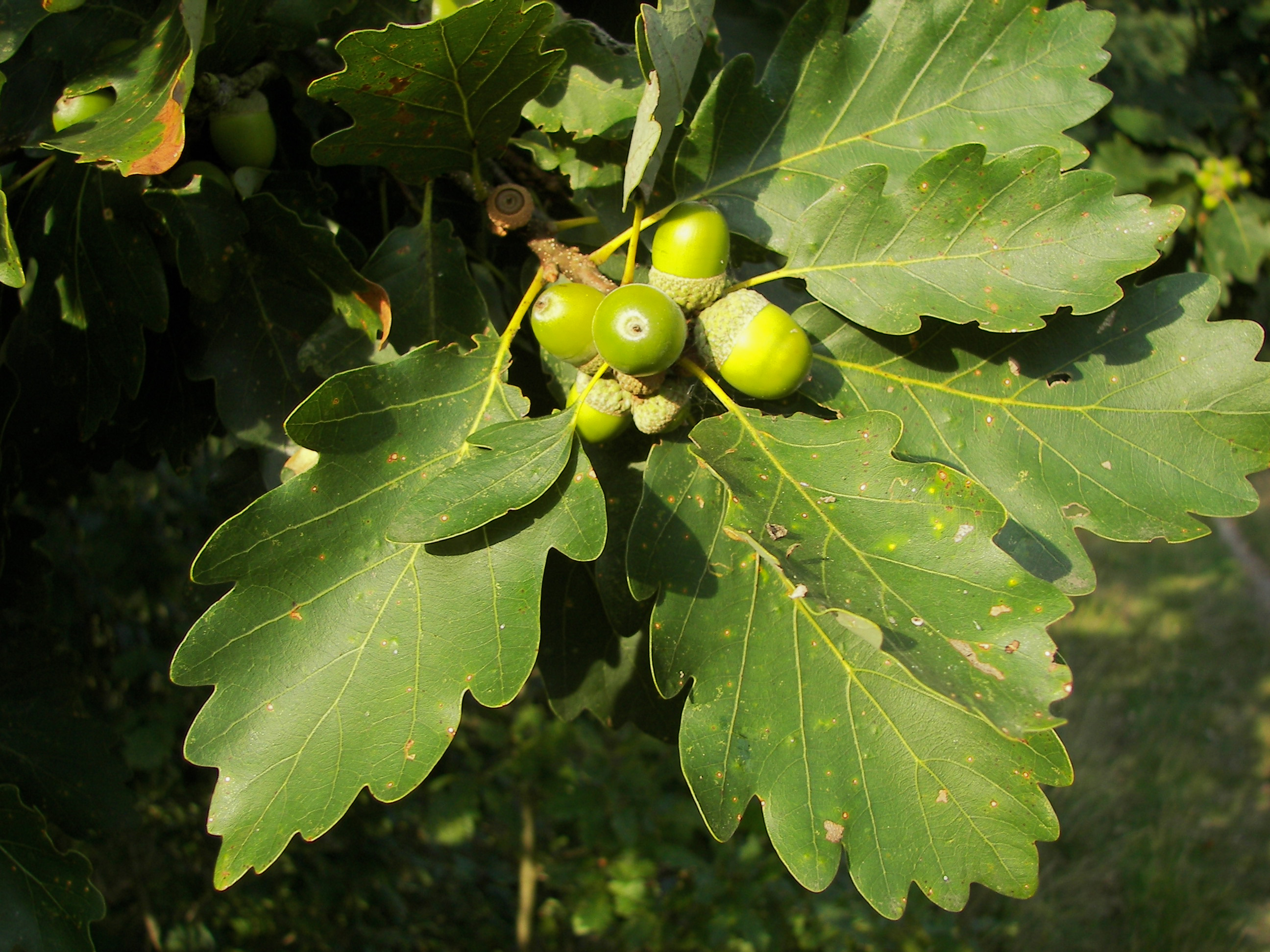
برگ‌ها و میوه‌های سفیدمازو.

سفیدمازو (Quercus petraea یا Quercus sessiliflora) که با نام‌های بلوط بی‌ساقه (sessile oak)، بلوط ذرتی (Cornish oak) و بلوط جنگلی (Durmast oak) نیز شناخته می‌شود گونه‌ای از درختان بلوط است که بومی بیشتر قسمت‌های اروپا، آناتولی و ایران است. از سفیدمازو به عنوان درخت ملی ولز نیز نام می‌برند.
سفیدمازو درختی مرتفع (در مکان‌های کم‌ارتفاع) یا کوتاه (در خاک‌های کوهستانی فوقانی) است. شاخه‌هایش کرکدار است و جوانه‌های آن بزرگ و به قهوه‌ای کم‌رنگ و رأس نوک‌دار. برگ‌هایش محکم، تقریباً چرمی، درخشان، روی سطح فوقانی سبز تیره، بیضوی یا واژ تخم‌مرغی و دارای سطح زیرین کرکی است.
این گونه بلوط در ایران در استان‌های گرگان (رادکان)، مازندران (پل زنگوله، گردنه کدوک، دره تالار بین گردنه کدوک و عباس‌آباد، شیب شمالی کندوان، نزدیک نور، کجور بین کینچ و دشت نظیر، پل زغال، ولی‌آباد)، گیلان (هرزویل نزدیک منجیل، دیناچال) وجود دارد.